# 渡月橋 〜君 想ふ〜
「渡月橋 〜君 想ふ〜」（とげつきょう きみ おもふ）は、2017年4月12日に発売された倉木麻衣の41枚目のCDシングル。CD発売1週間後の4月19日からデジタル配信がスタートした。

## 概要
前作「YESTERDAY LOVE」より約3か月ぶりとなるシングルで、CDシングルとしては「無敵なハート/STAND BY YOU」以来約2年8月ぶり。劇場版『名探偵コナン』シリーズの21作目『名探偵コナン から紅の恋歌』主題歌として書き下ろされた楽曲で、倉木が『名探偵コナン』の主題歌を歌うのは21回目で最多となり、同一作品の主題歌の最多記録としてギネス世界記録に申請し、2017年7月25日に「同じアーティストにより歌われたアニメシリーズのテーマソング最多数」として認定された。なお、名探偵コナンの映画主題歌を担当するのはシリーズ13作目『名探偵コナン 漆黒の追跡者』の「PUZZLE」以来で、今回で4回目となる。
ミュージック・ビデオは十二単が特徴的な優雅な内容となっている。およそ2年ぶりに同年4月14日放送の『ミュージックステーション』において同楽曲が十二単の衣装で披露され、5月12日の放送でも2度目の出演を果たした。1度目の出演時は、十二単の衣装である故にオープニングでセットの階段を下りることが出来ず、あらかじめステージで待機して披露したが、2度目の出演時には、4人の女官を従えることで問題点を解決し、歌唱しながらセットの階段を下りることが出来た。
9月13日には内容とパッケージの一部を新装させ、楽曲のモチーフである京都をイメージした「京都盤」が再リリースされた。同パッケージにはCDの他に、「あたかもその場にいるような感覚を、世界中のどこにいても体感できる」というコンセプトのもとNTT西日本グループの協力により製作された立体映像の視聴できる「Kirari! for Mobile」キットが封入されており、NTTが研究開発中のスマートフォンと組み合わせて手軽に3D映像を視聴できる箱型ペーパークラフトタイプのデバイス「Kirari!」が使用された作品の世界初のリリースで、視聴期間は2018年8月末までとなる。

## チャート成績
「渡月橋 〜君 想ふ〜」は売上枚数29,846枚を記録してオリコン週間シングルチャートで初週5位となり、自身の持っている「ソロアーティストによるデビューからのシングル連続TOP10入り作品数」の記録を41作連続に更新した。発売後2週目にも売上枚数8,343枚で同チャートの9位に順位をつけており、4月末時点での累計売上枚数は48,185枚となった。これは2010年代に発売された彼女のシングルCDとしては最高の枚数であり、累計売上としても2004年発売の「明日へ架ける橋」以来の最高記録を打ち出し、今まで彼女が発表した41作のシングルCDの中で売上枚数は19位となっている。なお、5月の月間ランキングでは推定売上枚数10,373枚で37位にランクインしている。2017年の上半期の集計では推定で59,881枚の売り上げを記録し、シングル全体では45位に、アニメシングルでは14位にランクインしたほか、2017年度の年間シングルランキングでは72位にランクインしている。
また「渡月橋 〜君 想ふ〜」はBillboard JapanによるJapan Hot 100にも9位に初登場し、音楽配信が開始された翌週のチャートでは2位を記録した。また、2017年5月1日付のアニメ楽曲・チャート「Hot Animation」では1位を獲得しており、総合ランキングでも発売初週から4週連続トップ10入りを果たしている。
2017年4月19日に音楽配信でのリリースが開始されると、iTunes Storeやmora、レコチョクやドワンゴなどの大手音楽配信ストアでデイリー1位を記録し、週間チャートでもこの4社にmusic.jpを加えた5社のランキングで1位を記録した他、映画のスマッシュヒットと「Mステ」出演での反響が相乗効果となってmoraとレコチョクやドワンゴの3社では4月度の月間1位も獲得している。またmoraとドワンゴでは、5月度の月間1位も獲得しており、レコチョクでも月間2位で5月度の月間ランキングにランクインしている。

## 記録
2018年4月4日現在、オリコン週間シングルランキングで合計42週のランクインを記録している。これによりデビューシングル「Love, Day After Tomorrow」の30週の記録を塗り替え、自身最大のロングヒット作品となった。
2017年5月度分で日本レコード協会により音楽配信部門でゴールド認定（10万ダウンロード）を受けた。倉木の楽曲が音楽配信部門でゴールド認定を受けたのは「Love, Day After Tomorrow」「Secret of my heart」以来3曲目である。同年9月度には同部門で自身初のプラチナ認定（25万ダウンロード）を受けた。
この曲は2017年の上半期に発売された女性ソロシンガーのシングルとしては最大の売り上げを記録している。
2018年2月、日本レコード協会主催の「第32回日本ゴールドディスク大賞」において、「ベスト5ソング・バイ・ダウンロード」を受賞した。

## 収録曲

### 初回限定盤・名探偵コナン盤・Musing & FC盤
1. 渡月橋 〜君 想ふ〜 (4:07)
作詞 - 倉木麻衣 / 作曲・編曲 - 徳永暁人
倉木が名探偵コナンの劇場版主題歌を担当するのは第13作『漆黒の追跡者』以来8年ぶりであり[37]、本作で4回目となる。
また、アニメ版のエンディングテーマとして同年10月7日より起用された。
渡月橋は映画の舞台となる京都府京都市の桂川に架かる橋。
2. 渡月橋 〜君 想ふ〜 (Instrumental) (4:05)

### 通常盤
1. 渡月橋 〜君 想ふ〜 (4:07)
作詞 - 倉木麻衣 / 作曲・編曲 - 徳永暁人
2. 渡月橋 〜君 想ふ〜 (Instrumental) (4:09)
3. Time after time〜花舞う街で〜 (TIME TRAVEL PARADOX REMIX) (4:53)
作詞 - 倉木麻衣 / 作曲 - 大野愛果 / 編曲・リミックス - Cybersound

### 音楽配信
1. 渡月橋 〜君 想ふ〜
作詞 - 倉木麻衣 / 作曲・編曲 - 徳永暁人
2. Time after time〜花舞う街で〜 (TIME TRAVEL PARADOX REMIX)
作詞 - 倉木麻衣 / 作曲 - 大野愛果 / 編曲・リミックス - Cybersound

### DVD（初回限定盤）
1. 渡月橋 〜君 想ふ〜 (Music Clip)

### 京都盤
1. 渡月橋 〜君 想ふ〜
2. 渡月橋 〜君 想ふ〜 (Instrumental)
3. 渡月橋 〜君 想ふ〜（和楽器Ver.）
『ミュージックステーション』の出演時に流れ、問い合わせが殺到していた和楽器によるスペシャルなインストである[55][56][57]。

## 収録アルバム
『渡月橋 〜君 想ふ〜』
・君 想ふ 〜春夏秋冬〜
・倉木麻衣×名探偵コナン COLLABORATION BEST 21 -真実はいつも歌にある!-
・Mai Kuraki Single Collection 〜Chance for you〜